# 大島麻衣
大島 麻衣（おおしま まい、1987年〈昭和62年〉9月11日 - ）は、日本のタレント、歌手、グラビアアイドル、YouTuber。女性アイドルグループAKB48の元メンバー（1期生）。愛称は、まいまい。
東京都足立区出身、千葉県野田市育ち。野田親善大使。ホリプロ所属。

## 来歴
10歳代前半までにJMOに所属し、15歳でユニット「C・T・D〜brand new〜」を結成し活動していた。
専門学校の入学願書を取りに行った際、東京・新大久保駅界隈で焼肉を食べた帰りに関係者から誘われ、2005年10月30日、18歳で『AKB48オープニングメンバーオーディション』最終審査から参加し合格（最終合格者24名）。
2005年
- 12月8日、オープニングメンバー候補生のうち20名として、AKB48劇場グランドオープンの舞台に立った（旧チームAに所属）[3]。この日、AKB48として最初の影アナも務めた。

2007年
- 5月、板野友美・河西智美とともに、office48からAKB48メンバーとして初めて外部の事務所であるホリプロに移籍。同時にホリプロの芸能人女子フットサルチーム「XANADU loves NHC」（以下：ザナ）にも所属することになる（背番号は「18」）。ホリプロ所属当初は「AKB48 in HORIPRO」名義で3人での活動（イベント・メディア活動など）が展開されていたが、大島はもとより板野・河西も単独活動が増えてきた2008年からは3人で集まる機会は減った。単独活動においてはバラエティ番組への出演がメインとなっており、『ラジかるッ』（放送終了）や『アッコにおまかせ!』など単独でのレギュラー・準レギュラー番組を増やしている。AKB48のメンバーとしての活動や単独でのバラエティ番組での活動に加え、2008年からは雑誌グラビアを飾ったり、9月にはファースト写真集をリリースするなどグラビア活動も活発に行っている。

2009年
- 2月21日の公演において、同年3月27日の公演がラスト出演となることを発表。そして同年4月25日・26日に開催されたNHKホールでのコンサート『「神公演予定」* 諸般の事情により、神公演にならない場合もありますので、ご了承ください。』をもってAKB48を卒業し[4]、同時にブログもリニューアル。AKB48時代はザナのブログを利用していたが、卒業翌日の2009年4月27日から個人のブログに切り替え、ザナも事実上退団した。
- 8月12日、『ヤングアニマル』No.16（白泉社）誌上にて『ミスヤングアニマル2009』に選ばれた。翌年2010年8月12日、同じく『ヤングアニマル』No.16誌上にて『ミスヤングアニマル2010』に選ばれた。同グランプリにて2年連続で選ばれるのは、2002年 - 2003年の小倉優子以来のこと[注 1]。

2010年
- 3月24日、AKB48卒業生として初のソロデビューシングルを同年5月5日にリリースすることが発表された。
- 5月、ミエル=クリシュナとのコラボレーションでファッションモデルとしても活動することが発表された[5]。
- 5月5日、ファーストシングル「メンドクサイ愛情」でソロデビュー。

2012年
- 1月10日、ドラマ『本日は大安なり』にて女優デビュー。

2021年
- 2月6日、YouTubeチャンネル「まいまいChannel」を開設。

2022年
- 6月、自身2つ目のYouTubeチャンネル「大島麻衣の裏チャンネル(仮)」を開設。同月8日放送の「デマ投稿を許さない」（ABEMA）に出演した際、暴露系ユーチューバー「ガーシー」として知られる東谷義和氏とは友人で、“女版ガーシー”と言われていることについて「本人にも公認してもらっている」と打ち明けており、初投稿の動画では「【大始動】チョメ姐、動きます。逸話、あります」と、ぶっちゃけトークをメインに展開すると紹介している[6][7]。

## 人物

### AKB48のメンバーとして
キャッチフレーズは、「バカだからってナメんなよ!やればできる子、まいまいこと大島麻衣です。」など。他には「ゆとり教育の申し子」を愛用している。
在籍時はグループの「おバカキャラ」で早くから頭角を現した。1期生として初期メンバーの主力を担い、インディーズ盤1stシングル「桜の花びらたち」から卒業直前に発売された11thシングル「10年桜」まで、6thシングル「夕陽を見ているか?」以外の全シングル曲で選抜メンバー入りし、AKB48のブレイク前からソロ活動が活発だった。
旧チームAで一緒だった藤江れいな（元NMB48）を妹のようにかわいがっており、藤江は2010年12月に開催されたAKB48 5周年記念公演に大島が参加しなかったことに対して残念がっているコメントをブログで残している。
卒業のきっかけの一つが、2009年当時（大島は21歳）撮影した制服衣裳の集合写真を見て、「（当時）現役（高校生）だった前田敦子、高橋みなみらと比べてあまりにも浮いていたから」。卒業後も親友と称する折井あゆみ、星野みちる、宇佐美友紀と交友関係があり、互いのブログに登場することが多々ある。キャッチフレーズの中にもある『うさぎちゃん』と言われるのは、折井が昔飼っていたウサギに似ていたからとされる。その他の卒業したメンバーとも共演することが多く、小野恵令奈や増山加弥乃がブログに登場している。また、大島がレギュラーで出演している『バナナマンのブログ刑事』や『バナナ塾』などにおいても現メンバーと共演している。
AKB48在籍当時の推しメンは成田梨紗だった。増田有華（元AKB48）、志村理佳（元SUPER☆GiRLS）の推しメン。
『ブログ刑事』に出演した後輩の河西智美は尊敬している人物として大島の名を挙げている。
AKB48の恋愛禁止ルールについて「当時（在籍時）は、まだ（恋愛しても）大丈夫だった」と明かしている。AKB48時代に小嶋陽菜からは、第一印象として「今時の子」。
板野友美とはオリジナルメンバーで同じホリプロ所属ということもあり、「永遠にお姉ちゃん」と呼ばれるほど慕われている。
「1から仕事に対する姿勢ややりがいを教えてくれたAKB48という故郷にはとっても感謝している」とブログで述べている。

### 趣味・嗜好
特技は、バレーボール・フラフープ・クラリネット演奏。中学生時代にはバレーボール部に所属。
タルトという名前のパピヨンとチュロスという名前のチワワを飼っており、自身のブログにもたびたび登場する。
かなりの甘党で、カレーライスにガムシロップをかけて食べたことがあるほど。
へそフェチで、特に自身の縦長でキュッと締まった形のへそが好きだという。週刊誌でのグラビア写真を見ては、ついモデルのへそに目が行くほどである。
愛読書は、庄司智春の小説『空』。このほか、井上雄彦の漫画『SLAM DUNK』にはまっており、ラジオでもたびたび話題に出すほど。好きな色は、赤・黒・白。
ディズニーキャラが好きで、特に好きなキャラはデイジーダックなど。
自らを肉食系女子と称している。
韓国へは新年の旅行や多忙なスケジュールの合間を縫っての1泊2日の弾丸ツアーに出かけるほど。韓国語はかなり勉強して上達しており、通訳なしで韓国人と会話したり、看板に表記されたハングルを読むこともできる。2019年に日韓関係が最悪の状況で韓国旅行したことに対して「今、韓国へ行くのは危険だ」と批判の声が上がったときも、自身はディズニーの『小さな世界』の歌詞をつづった画像を投稿し、「この歌知ってます？韓国の話するとキーキー言う人多いね」とツイートし、「私が好きなだけで人に迷惑かけてない。好きなものを好きと言う。それだけ」と批判者を一蹴した。

### その他
尊敬する人物は、倖田來未・松嶋菜々子・深田恭子。憧れの人物は、堤真一・柴咲コウ。
好きなアーティストはチャン・グンソク、FTISLAND、UVERworld。特にUVERworldは自身のラジオ番組で曲を流す程の大ファン。
デビュー前にはトイザらス・ファミリーマート・ケーヨーデイツーなどでアルバイト経験がある。
AAAの宇野実彩子・日高光啓は、『大島ファミリー』の一員である。
加藤沙耶香（元アイドリング!!!）、Twitterでやり取りをすることもある玉置成実、肘井美佳、谷村奈南、元ピカリ隊の平野綾とおかもとまり、一緒に海外旅行に行く渡辺直美らと仲が良く、特に磯山さやか、清宮佑美とはSMYと自称するほど仲良し。
出生地は東京都足立区だが、出身地の野田市愛を伝えるため、今まで『ザナドゥブログ（通称：ザナ風呂）』だったが、大島個人のブログのタイトルを野田市民のひらがな表記『のだしみん』とした。トークライブの中の「野田親善大使への道」というコーナーでは、野田市の思い出の場所を写真で紹介している。2010年8月7日の野田七夕祭りにおいて、イベントに登場した野田市長・根本崇から念願の野田親善大使に任命され、2011年2月10日に親善大使委嘱式が執り行われた。
2歳上の兄（ユウヤ）と10歳下の弟（タクミ、通称たっくん）がいる。また、パーソナリティを務めていた『リッスン? 〜Live 4 Life〜』2011年2月21日放送分では兄と実母が出演し、カラオケ大会を行っている。
毎年オーストラリア・クイーンズランド州で行われるゴールドコーストマラソンで1回目は5時間40分、2回目は清宮佑美と一緒に6時間24分でゴールと、2007年と2009年の2回フルマラソンを完走している。2009年5月5日に北海道札幌市・豊平川沿いで開催されたハーフマラソンでは2時間35分15秒で藤江れいなと共にゴールした。
運動神経は良く、『ロンドンハーツ』の200女性芸能人大運動会では2009年度は総合2位に2010年度は総合1位なった。
毎週土曜日の夜にAKB48で共に1期生だった駒谷仁美とインスタライブを配信している。
こころ検定2級の資格を持っている。

## AKB48在籍時の参加曲

### シングルCD曲
- 桜の花びらたち
  - Dear my teacher - 「チームA」名義
- スカート、ひらり
  - 青空のそばにいて - 「チームA」名義
- 会いたかった
  - だけど… - 「チームA」名義
- 制服が邪魔をする
- 軽蔑していた愛情
  - 涙売りの少女
- BINGO!
  - Only today - 「チームA」名義
- 僕の太陽
  - 未来の果実
- 「夕陽を見ているか?」に収録
  - ビバ! ハリケーン - 「チームA」名義
  - 夕陽を見ているか?（ひまわり2.0Mix）
- ロマンス、イラネ
  - 愛の毛布 - 「ひまわり組」名義
  - ロマンス、イラネ（ひまわり 2nd 2.0Mix）
- 桜の花びらたち2008
  - 最後の制服
- Baby! Baby! Baby!
  - 夢を死なせるわけにいかない
- 大声ダイヤモンド
  - 109（マルキュー） - 「チームA」名義
  - 大声ダイヤモンド（Team A ver.）
- 10年桜
  - 桜色の空の下で

### 派生ユニットシングル曲
AKBアイドリング!!!名義
- チューしようぜ!

### 劇場公演ユニット曲
チームA 1st Stage「PARTYが始まるよ」公演
- スカート、ひらり
- キスはだめよ（1st UNIT）

 チームA 2nd Stage「会いたかった」公演
- 涙の湘南
- 背中から抱きしめて
- リオの革命

 チームA 3rd Stage「誰かのために」公演
- Bird
- 制服が邪魔をする

 チームA 4th Stage「ただいま恋愛中」公演
- 春が来るまで

 ひまわり組 1st Stage「僕の太陽」公演
- 向日葵

 ひまわり組 2nd Stage「夢を死なせるわけにいかない」公演
- 記憶のジレンマ

 チームA 5th Stage「恋愛禁止条例」公演（2009年3月27日まで出演）
- ハート型ウイルス

## 作品

### シングル
| 枚 | リリース日    | 曲名             | 最高 週間 順位 | 販売形態  | レコードNo:                          | 形態                                   |
| -- | ------------- | ---------------- | -------------- | --------- | ------------------------------------ | -------------------------------------- |
| 1  | 2010年5月5日  | メンドクサイ愛情 | 7位            | CD CD+DVD | AVCD-31842 AVCD-31840/B AVCD-31841/B | 通常盤 初回限定盤A 初回限定盤B         |
| 2  | 2010年8月11日 | 愛ってナンダホー | 25位           | CD CD+DVD | AVCD-31888 AVCD-31886/B AVCD-31887/B | 通常盤 初回限定盤A 初回限定盤B         |
| 3  | 2011年7月27日 | Second Lady      | 44位           | CD CD+DVD | AVCD-48126 AVCD-48124/B AVCD-48125/B | 通常盤 初回生産限定盤A 初回生産限定盤B |

### 参加楽曲
- YOU (feat. Levela)（2011年放送の韓国ドラマ「私も花!」挿入歌）

### 作詞
- DEAR M - 星野みちる『卒業』収録。

### 映像作品
- またまた勉強させていただきました!（2009年1月24日、ワニブックス）
- Private Princess 大島麻衣 〜まいまいの夏休み〜（2009年10月、ホリプロ）
- 大島麻衣トークライブDVD1 〜19時半から始まるけど、18時半から入れます。〜（2009年12月、ホリプロ）
- 大島麻衣トークライブDVD2 〜Let me introduce myself〜（2010年6月、ホリプロ）
- バナナマンのブログ刑事 シリーズ（ポニーキャニオン）
  - DVD Vol.1（2010年1月20日）
  - DVD Vol.2（2010年3月17日）
  - DVD Vol.3（2010年5月19日）
  - DVD Vol.4（2011年4月9日）
  - DVD Vol.5（2011年4月9日）
  - DVD Vol.6（2011年4月9日）
- 大島麻衣トークライブDVD3 〜もうスイカを3つ食べちゃいました〜（2011年5月、ホリプロ）
- あいまいナ! 〜ギリギリセーフな感じ編〜（2011年6月24日、TCエンタテインメント）
- あいまいナ! 〜ビミョーにアウトな感じ編〜（2011年6月24日、TCエンタテインメント）
- 大島麻衣トークライブ4 〜スマートフォンも買いました!〜（2012年1月、ホリプロ）

## 出演

### テレビドラマ
- よる★ドラ 本日は大安なり（2012年1月10日 - 3月13日、NHK総合） - 三田あすか 役
- ウレロ☆未完成少女 第4話（2012年8月11日、テレビ東京）、第10話、第11話
- ひまわりっ! 〜宮崎レジェンド〜（2020年6月1日 - 12日、テレビ宮崎） - 蛯原くるみ 役
  - ひまわりっ 〜宮崎レジェンド2〜（2022年5月16日 - 27日）
- 山村美紗サスペンス 小説家探偵 鍋島仙太（2021年3月7日 - 28日、BS日テレ） - 岸川桃子 役[49]

### バラエティ

#### 現在出演中の番組
- マイタケ部（2013年4月 - 、静岡第一テレビ）
- スパシャンpresents 超☆爆!遊ビズム研究所（2021年9月4日 - 、テレビ大阪）

#### 過去に出演した番組
民放地上波番組は系列局制作分も含む。
- NHK
  - マンガノゲンバ（2008年4月8日 - 2010年3月22日、NHK BS2・NHK BShi） - 司会としてレギュラー出演。
  - すイエんサー（2008年11月8日・2009年3月31日 - 2011年9月27日、NHK教育（NHK Eテレ）他） - 司会。
  - ひるブラ（2012年4月 - 2018年3月28日、NHK総合） - 不定期出演。
  - ガッテン!（2016年4月13日 - 2022年2月、NHK） - 準レギュラー。
- 日本テレビ
  - くちコミ☆ジョニー!（2007年10月1日 - 31日） - 10月度ジョニー・ガールズ。
  - 島田紳助が芸能界の厳しさ教えます・人気お笑いコンビ大集合スペシャル!／島田紳助が芸能界の厳しさ教えます!アブナイ有名人大集合SP（2007年10月8日・2008年3月27日、読売テレビ） - アシスタント。
  - ラジかるッ（2008年4月4日 - 2009年3月27日）

金曜日レギュラー。ライブ『ウエスポーン! レッド&麻衣の新人さんいらっしゃい!』進行役。
  - ちょいカワ☆ガールズキャンプ（静岡第一テレビ、一部系列局などでネット）
  - はやりば（2015年4月4日 - 2018年3月30日、中京テレビ） - MC
- TBS
  - アッコにおまかせ!（2008年1月20日 - ?、TBS） - 準レギュラー（月に1回ほど出演）。2008年4月6日以降年内までは、『That's宝くじ』コーナーにて司会も務めた（3週に1度担当）。
  - キングオブチェアー（2010年7月20日・12月6日・12月20日・2011年1月1日） - 2代目優勝者。
  - あいまいナ!（2010年4月9日 - 2011年4月15日）
  - ザキ神っ! 〜ザキヤマさんとゆかいな仲間たち〜（2011年4月22日 - 9月30日）
- フジテレビ
  - プライスバラエティ ナンボDEなんぼ（2008年2月 - ?、関西テレビ） - 準レギュラー。
  - バナナマンのブログ刑事（2009年7月7日 - 2012年9月25日、東海テレビ） - MC。
  - ピカルの定理（2010年10月19日 - 2012年3月24日）
  - 大島麻衣の地球はみんなつながっている!〜生物多様性って何?〜（2010年12月23日、岡山放送） - ナビゲーター。
  - FNS27時間テレビ2011めちゃ×2デジッてるッ!笑顔になれなきゃテレビじゃないじゃ〜ん!!（2011年7月23日・24日）
  - choice（2011年9月29日・2012年3月9日・16日・23日）
  - サタデー・ナイト・ライブ JPN（2011年6月4日 - 12月24日）
  - バナナ塾（2012年10月2日 - 2014年9月30日、東海テレビ） - MC。
  - みんなのKEIBA（2013年1月6日 - 2015年12月27日[50]、フジテレビ） - 情報レポーター[注 5]。
  - オトナ養成所 バナナスクール（2014年10月14日 - 2018年3月28日、東海テレビ） - MC。
- テレビ朝日
  - 三竹占い しがらみコーナー（2006年6月 - 9月）
  - ABCお笑い新人グランプリ（2008年1月14日・2009年1月13日、ABC） - 審査員。
  - アグレッシブですけど、何か?（2008年2月15日・22日・3月29日（前後編 #39・#40）、広島ホームテレビ）
  - 雨上がり決死隊のトーク番組アメトーーク!（2008年3月19日 - 、テレビ朝日） - 不定期出演。
  - ビーバップ!ハイヒール（2008年4月 - ?、ABC） - 不定期出演。
  - ロンドンハーツ（2008年8月12日 - 、テレビ朝日） - 不定期出演。
  - GET SPORTS（2010年9月26日 - ） - 『カラダの教科書』コーナーMC。
- テレビ東京
  - 大島麻衣が挑戦！アイリッシュダンスへの道（2012年5月5日） - 冠番組。
  - そうだ旅（どっか）に行こう。（2012年4月2日 - 、テレビ東京） - 旅の見届け人（パネラー）
  - 昼めし旅 〜あなたのご飯見せてください!〜（2021年11月25日）
  - 世界！旅々さまぁ～ずin韓国・釜山＆大邱（2024年9月28日、テレビ愛知）
- TOKYO MX
  - おとぼ家の夜（2011年4月4日 - 9月26日） - 司会。
  - ハーフタイム（2013年4月2日 - 9月26日） - 火曜担当[51]。
- CSチャンネル
  - Plus Style（プラスタ）（2008年4月1日 - 12月、ムービープラス） - 番組ナビゲーター。
  - 特写!大島麻衣（2009年10月17日 - 11月12日、エンタ!371） - 冠番組。
  - ミスヤンアニ大島麻衣〜大島バッティングセンター（2009年11月16日 - 2010年7月17日、エンタ!371） - 冠番組。
  - 大島バッティングセンター2（2010年8月19日 - 2015年1月14日、アイドル専門チャンネルPigoo） - 冠番組。
  - 週刊ひかりTVナビ（2009年10月 - 2011年3月、ひかりTV） - 司会。
  - LeaLeaTV ハワイパラダイス（2013年7月7日 - 9月、千葉テレビ）
  - おもちかえりされたいTV（2012年7月1日 - ?、BeeTV）
  - Premium Korea 韓流ファクトリー（2012年4月8日 - 2013年、BSジャパン） - 司会。
  - 野球好きニュース（2011年5月5日 - 、J SPORTS） - 司会。
  - 逆転！！ゴルフ塾（日テレジータス）
- 大島バッティングセンター3（2015年2月11日 - 現在は終了。アイドル専門チャンネルPigoo） - 冠番組。

### 映画
- クレヨンしんちゃん 嵐を呼ぶ 歌うケツだけ爆弾!（2007年4月21日） - ひなげし歌劇団員（さらら）役。
- 三銃士/王妃の首飾りとダ・ヴィンチの飛行船（2011年10月28日） - 見物人役[52]。
- トリハダ -劇場版2-（2014年9月20日）
- 逃走中 THE MOVIE:TOKYO MISSION（2024年7月19日） - 本人 役[53]

### テレビアニメ
- クレヨンしんちゃん（2007年3月16日）
今井優・浦野一美・野呂佳代・折井あゆみとともに、「クレヨンフレンズ from AKB48」のユニット名でオープニング曲『ユルユルでDE-O!』も担当。

### ラジオ

#### 過去に出演した番組
- カウントダウン・ジャパン（2006年4月 - 12月・2007年7月21日、TOKYO FM）
- AKB48 今夜は帰らない…（2007年4月7日 - 9月29日、CBCラジオ） - 番組パーソナリティ。
- グリグリ 〜goody goody〜（2008年3月31日 - 2009年3月30日、TBSラジオ）
「グリグリ エンタ」コーナーのリポーターとしてレギュラー出演。5月5日以降はポッドキャスト番組『おはにちばんわ』も配信していた。
- 会社ラジオ ガレージスタイル（2008年4月1日- 9月23日、文化放送） - 番組パーソナリティ。
- 〜和田アキ子からAKB48まで〜『歌で振り返るホリプロ50周年』（2010年10月23日、文化放送） - 番組パーソナリティ（イジリー岡田、井森美幸と共に）。
- リッスン? 〜Live 4 Life〜（2009年10月5日 - 2012年3月26日、文化放送） - 月曜パーソナリティ[注 6]。
- 大きなツリーの木の下で〜from SKY TREE TOWN STUDIO〜（2012年4月7日 - 2014年3月22日[注 7]、文化放送） - 番組パーソナリティ
- スパカン!（2014年4月4日 - 2015年3月27日、文化放送） - 番組パーソナリティ。
- 大島麻衣・浜松町歴8年目!（2015年4月4日 - 9月26日、文化放送） - 番組パーソナリティ
- 大島麻衣ハイブリッドトーク（2015年10月4日 - 2017年9月30日[注 8] - 文化放送）

### CM
- TOKYO体操（2008年、東京都）
- キリンNUDA（2008年、キリンビバレッジ）
- マイペース篇（2009年、アコム）
- ぷよぷよ7「みんなのぷよ顔CM -大島麻衣篇-」（2009年7月、セガ）
- ひとつになろう日本（2011年、フジテレビ）
- コカ・コーラの定理（2011年、日本コカ・コーラ×ピカルの定理〔フジテレビ〕）
- みんなカンパイ〜ナ（2011年、キリンビール）
- Wii GO VACATION（2011年、バンダイナムコゲームス）
- LABOMO「ロミオとジュリエット篇」「スプラッシュ篇」（2013年、アートネイチャー）
- スーパースポーツコレクション
  - カーシャンボール (2021年8月)[54]
  - キャンディーコート (2021年8月)[55]

### ゲーム
- 100万人のWinning Post（2014年10月08日 - 15日、コーエーテクモゲームス） - 大島麻衣からの挑戦。
- 100万人のWinning Post Special（2014年10月8日 - 16日、コーエーテクモゲームス） - 麻衣フェイバリットホース!まいまいチャレンジカップ。

### ネット配信
- Private Princess 〜三人だけの夏休み〜（2007年11月1日 - 、ホリプロ制作）
- MIDTOWN TV 城咲仁と磯山さやかの極めみち（2007年11月6日 - 20日、GyaO!）
- Yahoo ライブトーク（2008年1月8日、Yahoo! JAPAN）
- KIRIN NUDA Presents「KIRIN NUDA レモン&トニック」スッキリマンサイト（2008年3月25日 - 5月31日、第2日本テレビ） - スッキリ3人娘として出演。
- 携帯フォト小説「音楽人2008」（2008年7月1日 - 2010年6月30日、Books legimo） - 詩音 役
- とりあえず生中（仮）（2009年5月27日 - 9月30日、ニコニコ生放送） - 陣内智則と水曜日パーソナリティ。
- 女優への道〜寄り道編〜（2009年8月16日 - 2010年3月28日、AmebaStudio） - 隔週日曜に生放送。
- とりあえず生中（二杯目）（2009年10月5日 - 2010年3月29日、ニコニコ生放送） - さとう里香と月曜日パーソナリティ。
- 東京マラソン2010大島麻衣の東京マラソン完走ナビ（2010年2月、スポーツナビ）
- 恋するハニカミ!（2010年2月、Bee TV）
- とりあえず生中（三杯目）（2010年4月5日 - 2010年10月25日、ニコニコ生放送） - 遠藤章造（ココリコ）と月曜日パーソナリティ。
- 大島麻衣のマイマイのMYボートヒーロー（2010年6月14日 - 2011年5月、中日スポーツ｜東京中日スポーツ）
- au LISMO Channel ケータイの穴（2010年8月）
- ホリプロ丸わかり就活講座（2012年7月19日、ニコニコ生放送） - 司会
- イースタンVSウエスタン - ポジション争奪全速ターン!-（2022年6月12日、ABEMA）[56]
- 大島麻衣/あの男に頼らない港区の生き方/秋元康から「一年待て」止められたAKB卒業/「チョメ姐」誕生の軌跡（2022年9月14日、街録ch〜あなたの人生、教えて下さい〜）
- カチコチTV（FANZA TV）
- 代官山メロン（YouTube・ヘブンTV）

### PV
- 大堀めしべ「甘い股関節」（2008年10月15日発売）

### 親善大使・キャンペーンガール
- 2008年TBSラジオモバイルキャンペーンガール
- 2009年wedsキャンペーンガール
- 2009ミスヤングアニマル第10回グランプリ
- 2010ミスヤングアニマル第11回グランプリ
- 2011年野田親善大使
- ボートレース徳山第27回新鋭王座決定戦競走応援サポーター
- TEA'S HI イメージキャラクター（2012年、サッポロビール）

### イベント
- ゴールドコーストマラソン（2007年7月1日・2009年7月5日、オーストラリア・ゴールドコースト）
- 映画『バビロン A.D.』公開記念イベント（2009年5月6日、秋葉原UDX アキバ広場）
- 第5回青春祭トークショー（2009年6月20日、流通経済大学新松戸キャンパス）
- 大島麻衣トークライブ 「19時半から始まるけど、18時半から入れます。」（2009年9月8日、新宿ロフトプラスワン）
- ニコニコ大会議2009-2010 東京公演（2010年2月19日、JCBホール）
- 第37回東京モーターサイクルショー（2010年3月26日 - 28日、東京ビッグサイト）〜一日白バイ隊長
- 大島麻衣トークライブ2 〜Let me introduce myself〜（2010年4月3日、文化放送メディアプラスホール）
- ヤマダ電機家電フェア2010 in ナゴヤドーム（2010年7月4日、ナゴヤドーム）
- 大島麻衣トークライブ3 〜もうスイカを3つ食べちゃいました〜（2010年7月24日、文化放送メディアプラスホール）
- ♥サマーパーティー♥ホリプロ50周年記念!!及びBS-TBS開局10周年記念アイドル50人大集合!!（2010年8月24日、赤坂BLITZ）
- 高輪警察署一日署長[57]（2010年9月26日）
- 新潟大学 第51回新大祭トークイベント（2010年10月16日）
- グリーンスター イルミネーション点灯式 avexプレゼンツ大島麻衣ライブ（2010年11月6日、ららぽーと新三郷）
- 大阪情報専門学校学園祭（2010年11月23日）
- 日本映像事業協会映像業界総合就職セミナー司会（2011年1月19日、日本大学藝術学部）
- リッスン? 〜Live 4 Life〜 バレンタインイベント in 東京タワー（2011年2月7日、東京タワーホール）
- ピカルの定理 バレンがタインしちゃう スペシャルライブ（2011年2月13日、フジテレビ前広場 特設ステージ）
- 海の家MOLUCCELA 一日店長（2011年7月27日、藤沢市江ノ島西浜海岸）
- ピカルの定理 夏休みスペシャルライブ サマーがバケーでションしちゃうぞフェスティバル（2011年8月27日、お台場合衆国 合衆国 MUSIC スタジアム）
- 東京ガールズコレクション'11 A/W（2011年9月3日、さいたまスーパーアリーナ）
- 大島麻衣トークライブ4 〜スマートフォンも買いました!〜（2011年10月2日、文化放送メディアプラスホール）
- 東京国際映画祭グリーンカーペット（2011年10月22日、六本木ヒルズ）
- Fairy Tale2011.11.23（2011年11月23日、エプソン 品川アクアスタジアムステラボール）
- 東京モーターショー2011（2011年12月9日、東京国際展示場）
- TOYOTA BIG AIR（2012年2月12日、札幌ドーム）
- アシックスストア東京 オープニングイベント（2012年2月22日、NTT銀座ビル）
- リッスン? リスナーイベント in 東京タワー（2012年2月28日、東京タワーホール）
- ガールズフリーマーケット By DECOLOG 2012 Spring（2012年4月8日、東京ビッグサイト）
- 軽井沢ハーフマラソン 2012 第27回ロードレースin軽井沢（2012年5月20日、軽井沢）
- つながってる ホームテレビ activelife（アクティブライフ） 2012（2012年6月10日、広島グリーンアリーナ）
- NSTまつり（2012年9月30日、万代シテイパーク）
- 東武野田線 60000系運行開始セレモニー[58]（2013年6月17日、柏駅）

### コンサート
- a-nation'10（2010年8月14日・29日、ポートメッセなごや野外特設会場・味の素スタジアム）
- あの鐘を鳴らすのはあなた基金 Presents チャリティーコンサート 『Song for you』（2011年7月18日・19日、天王州銀河劇場）

## 書籍

### 写真集
- B.L.T. vivid 2(TOKYO NEWS MOOK)（2008年3月21日、東京ニュース通信社）ISBN 978-4863360006
B.L.T.が選んだタレント9人によるグラビア写真集。
- 勉強させていただきました!（2008年9月10日、ワニブックス、撮影：唐木貴央）ISBN 978-4-8470-4123-5
- Fairy Tale（2010年1月25日、ワニブックス、撮影：TakeoDec.）ISBN 978-4-8470-4245-4
- 白昼夢（2025年6月16日、集英社、撮影：中村昇）

### 雑誌連載
- ヤングアニマル『大島バッティングセンター』（2009年7月24日 - 2011年7月、白泉社）
- GOLF Today『元AKB48大島麻衣の"まいまい"のOH!まいレッスン』（2010年5月20日 -?、三栄書房）
- Tarzan『カラダの教科書』 566号 - （2010年9月30日 - 、マガジンハウス）

### 新聞連載
- 東京中日スポーツ/中日スポーツ『マイマイのMYボートヒーロー』（2010年 - 、中日新聞社）
- 東京スポーツ『大島麻衣の恋愛対談60分3本勝負』（田村淳、国生さゆり、杉本彩と対談）（2011年7月25日・26日・27日・28日、東京スポーツ新聞社）

### カレンダー
- 板野友美・大島麻衣・河西智美 (from AKB48) 2008年カレンダー（ハゴロモ）
- 大島麻衣 2009年カレンダー（2008年10月25日、ハゴロモ）
- 大島麻衣 2010年カレンダー（2009年10月28日、ハゴロモ）
- 大島麻衣 2011年カレンダー（2010年11月17日、ハゴロモ）

### トレーディングカード
- 大島麻衣オフィシャルカードコレクション『めんこじゃないよ トレカだよ!』（2009年2月28日、さくら堂）